# Gastromicans vigens
Gastromicans vigens là một loài nhện trong họ Salticidae.
Loài này thuộc chi Gastromicans. Gastromicans vigens được Elizabeth Maria Gifford Peckham & George William Peckham miêu tả năm 1901.